# فیلم‌شناسی آرنولد شوارتزنگر
آرنولد شوارتزنگر در بیش از ۳۰ فیلم ظاهر شده و همچنین کارگردانی و تهیه‌کنندگی را نیز تجربه کرده‌است. او کارهای حرفه‌ای خود را در درجه اول با نقش‌های کوچک در فیلم و تلویزیون آغاز کرد. برای اولین نقشش در سینما، او به عنوان «آرنولد قوی» شناخته شد.

## فیلم‌شناسی
این رنگ نشانه حضور در نقش اصلی فیلم است
| سال  | نام فیلم                        | نقش                                | توضیحات                          |
| ---- | ------------------------------- | ---------------------------------- | -------------------------------- |
| ۱۹۶۹ | هرکول در نیویورک                | هرکول                              | در تیتراژ به اسم آرنولد استرونگ  |
| ۱۹۷۳ | خداحافظی طولانی                 | فردی در دفتر آگوستین               |                                  |
| ۱۹۷۴ | سالگرد مبارک و خداحافظ          | ریکو                               |                                  |
| ۱۹۷۶ | گرسنه بمان                      | جویی سانتو                         |                                  |
| ۱۹۷۷ | تپش آهن                         | خودش                               | مستند                            |
| ۱۹۷۹ | شرور                            | غریبه خوش قیافه                    |                                  |
| ۱۹۷۹ | شکار لاشخور                     | لارس                               |                                  |
| ۱۹۸۰ | بازگشت                          | خودش                               | مستند                            |
| ۱۹۸۲ | کونان بربر                      | کونان                              |                                  |
| ۱۹۸۴ | کونان ویرانگر                   | کونان                              |                                  |
| ۱۹۸۴ | ترمیناتور                       | نابودگر                            | اولین حضور به عنوان نقش منفی     |
| ۱۹۸۵ | سونیای سرخ                      | لرد کالیدور                        |                                  |
| ۱۹۸۵ | کماندو                          | سرهنگ جان ماتریکس                  |                                  |
| ۱۹۸۶ | انتقام منصفانه                  | مارک کامینسکی                      |                                  |
| ۱۹۸۷ | غارتگر                          | داچ شافر                           |                                  |
| ۱۹۸۷ | مرد فراری                       | بن ریچاردز                         |                                  |
| ۱۹۸۸ | گرمای سرخ                       | ایوان دانکو                        | دوبله با عنوان داغ سرخ           |
| ۱۹۸۸ | دوقلوها                         | جولیوس بندیکت                      |                                  |
| ۱۹۹۰ | یادآوری مطلق                    | داگلاس کویید / هاوسر               |                                  |
| ۱۹۹۰ | پلیس مهدکودک                    | کارآگاه جان کیمبل                  |                                  |
| ۱۹۹۱ | ترمیناتور ۲: روز داوری          | ترمیناتور                          |                                  |
| ۱۹۹۳ | آخرین قهرمان‌اکشن                | جک اسلیتر / آرنولد شوارزنگر / هملت | دوبله با عنوان آخرین حرکت قهرمان |
| ۱۹۹۳ | دیو                             | خودش                               | حضور افتخاری                     |
| ۱۹۹۴ | دروغ‌های حقیقی                   | هری تسکر                           | آخرین همکاری با جیمز کامرون      |
| ۱۹۹۴ | جونیور                          | دکتر الکس هِس                       |                                  |
| ۱۹۹۶ | پاک‌کن                           | جان کروگر                          |                                  |
| ۱۹۹۶ | جیرینگ جیرینگ ادامه‌دار          | هاوارد لانگستون                    |                                  |
| ۱۹۹۷ | بتمن و رابین                    | دکتر ویکتور فریز / مستر فریز       | دومین حضور به عنوان نقش منفی     |
| ۱۹۹۹ | پایان روزگار                    | جریکو کین                          |                                  |
| ۲۰۰۰ | روز ششم                         | آدام گیبسون / کلون آدام گیبسون     |                                  |
| ۲۰۰۱ | دکتر دولیتل ۲                   | گرگ سفید                           | دوبلور (حضور افتخاری)            |
| ۲۰۰۲ | تلفات جانبی (فیلم)\|تلفات جانبی | گوردی بروِر                         |                                  |
| ۲۰۰۳ | ترمیناتور ۳: خیزش ماشین‌ها       | ترمیناتور                          |                                  |
| ۲۰۰۳ | تعقیب کوبنده                    | مشتری بار                          | حضور افتخاری                     |
| ۲۰۰۴ | دور دنیا در ۸۰ روز              | شاهزاده هاپی                       | سومین حضور در نقش منفی           |
| ۲۰۰۵ | من و بچه                        |                                    |                                  |
| ۲۰۱۰ | بی‌مصرف‌ها                        | ترنج موزر                          | حضور افتخاری                     |
| ۲۰۱۲ | بی‌مصرف‌ها ۲                      | ترنچ موزر                          |                                  |
| ۲۰۱۳ | آخرین ایستگاه                   | کلانتر ری اونز                     |                                  |
| ۲۰۱۳ | نقشه فرار                       | امیل راتمیر / ویکتور منهایم        |                                  |
| ۲۰۱۴ | سابوتاژ                         | جان وارتون                         |                                  |
| ۲۰۱۴ | بی‌مصرف‌ها ۳                      | ترنج موزر                          |                                  |
| ۲۰۱۵ | مگی                             | وید                                |                                  |
| ۲۰۱۵ | ترمیناتور: جنسیس                | پاپز                               |                                  |
| ۲۰۱۷ | عواقب                           | ویکتور                             |                                  |
| ۲۰۱۷ | کشتن گانتر                      | گانتر                              | چهارمین حضور در نقش منفی         |
| ۲۰۱۹ | وی ۲: سفر به چین                | جیمز هوک                           |                                  |
| ۲۰۱۹ | نابودگر: سرنوشت تاریک           | ترمیناتور                          |                                  |
| ۲۰۲۲ | کونگ فیوری ۲                    | رئيس جمهور                         |                                  |

## تلویزیونی
| عنوان                              | سال       | نقش                        | توضیحات                                         |
| ---------------------------------- | --------- | -------------------------- | ----------------------------------------------- |
| خیابان‌های سان فرانسیسکو            | ۱۹۷۰      | جوزف اشمیت                 |                                                 |
| ساحل سن پدرو                       | ۱۹۷۷      | Muscleman                  |                                                 |
| داستان جین منسفیلد                 | ۱۹۸۰      | میکی هارگیتای              |                                                 |
| داستان‌های کریپت (مجموعه تلویزیونی) | ۱۹۹۰      | X-Con                      | کارگردانی یک قسمت                               |
| کریسمس در کنتیکت                   | ۱۹۹۲      | مرد نشسته روی صندلی        | نقش کوتاه، همچنین کارگردانی                     |
| راو:۱۰۰۰                           | ۱۹۹۹ ۲۰۱۴ | خودش                       | حضور به عنوان مهمان در سه قسمت                  |
| کودکان و نوجوانان آزادی            | ۲۰۰۲      | فریدریش ویلهلم فون اشتویبن | نقش در دوبله وصدا                               |
| پیمپ مای راید                      | ۲۰۰۷      | خودش                       | حضور به عنوان مهمان                             |
| سال‌های زندگی خطرناک                | ۲۰۱۵      | خودش                       | تهیه‌کننده اجرایی و خبرنگار به همراه جیمز کامرون |
| دو مرد و نصفی                      | ۲۰۱۵      | ؟                          | حضور به عنوان مهمان                             |
| هالیوود ریوالز                     | ۲۰۱۶      | خودش                       | همراه سیلوستر استالونه                          |
| کارآموز                            | ۲۰۱۷      | میزبان (خودش)              | همچنین مجری، جایگزین دونالد ترامپ               |
| نمایش بعد با جیمز کوردن            | ۲۰۱۵      | خودش                       | حضور در دوا‍پیزود                                 |
| ااوت راید                          | ۲۰۱۸      | مارشال                     | همچنین تهیه‌کننده اجرا                           |